# Suskiu
Suskiu (gr. Σουσκιού) – wieś w Republice Cypryjskiej, w dystrykcie Pafos. W 2011 roku liczyła 10 mieszkańców. Leży w pobliżu zbiornika Asprokremos nad rzeką Diarizos.
W Suskiu prowadzone były wykopaliska archeologiczne, podczas których odkryto starożytne miejsca pochówku. Zespół naukowców z Uniwersytetu w Edynburgu odkrył najstarsze cmentarze na Cyprze pochodzące z III tysiąclecia p.n.e., z czasów znacznie poprzedzających okres, kiedy cmentarze stały się powszechne w epoce brązu.